# Nicklas Pedersen
Nicklas Pedersen, född 10 oktober 1987, är en dansk fotbollsspelare (anfallare) som spelar för belgiska Jupiler League-klubben KV Oostende. 
Pedersen började sin seniorkarriär med Herfølge BK i 1. division. Han gjorde sin debut för Danmarks U21-herrlandslag i fotboll i augusti 2007 och fick sitt genombrott med Superligaen-klubben FC Nordsjælland i september 2007. I januari 2009 skrev Pedersen på för nederländska FC Groningen som betalade FC Nordsjælland 2,2 miljoner euro för den danska anfallaren.
Han är son till den danska fotbollstränaren Jesper Pedersen.